# Travis Meyer
Travis Meyer (* 8. Juni 1989 in Viveash) ist ein ehemaliger australischer Radrennfahrer.

## Sportliche Laufbahn
Travis Meyer wurde 2006 australischer Junioren-Meister und Junioren-Weltmeister auf der Bahn in der Mannschaftsverfolgung und im Madison mit seinem Bruder Cameron Meyer. Außerdem gewann er bei den Weltmeisterschaften in Gent Bronze im Punktefahren. Im nächsten Jahr wurde er bei den Junioren-Weltmeisterschaften in Aguascalientes Erster in der Einerverfolgung, in der Mannschaftsverfolgung und im Scratch. Außerdem wurde er in Invercargill Ozeanienmeister in der Mannschaftsverfolgung.
Auf der Straße gewann Meyer 2007 eine Etappe der Tour de Perth. Bei der Tour of Wellington 2008 gewann er zwei Etappen und konnte so auch die Gesamtwertung für sich entscheiden. 2009 gewann er die Gesamtwertung des Etappenrennens Tour of Perth. 2010 wurde er Mitglied im UCI WorldTeam Garmin, der Gewinn der australischen Meisterschaften im Straßenrennen im selben Jahr blieb sein einziger Sieg als Radprofi. 2012 wechselte er zum Team Orica GreenEdge, für das er 2012 das einzige Mal in seiner Karriere mit der Vuelta a España an einer Grand Tour teilnahm.
2014 wechselte er erneut das Team und wurde Mitglied im Drapac Professional Cycling Team. Im April 2014 wurde Travis Meyer beim Straßentraining in Andorra von einem Fahrzeug angefahren und mit schweren Verletzungen in ein Krankenhaus gebracht; er erlitt eine Schädelfraktur, einen Kieferbruch, einen Armbruch sowie eine Lungenquetschung zu. Im September 2014 kehrte er in das Renngeschehen zurück, blieb aber weiterhin ohne zählbare Erfolge. Nach der Saison 2016 beendete er im Alter von 27 Jahren seine Karriere als professioneller Radrennfahrer.

## Erfolge

### Straße
2008
- Gesamtwertung und zwei Etappen Tour of Wellington
- Tour de Berlin

2010
- Australischer Meister im Straßenrennen

### Bahn
2006
- Australischer Junioren-Meister (Mannschaftsverfolgung)
- Australischer Junioren-Meister (Madison)
- Junioren-Weltmeister (Madison)
- Junioren-Weltmeister (Mannschaftsverfolgung)

2007
- Junioren-Weltmeister (Einerverfolgung) in Aguascalientes (MEX)
- Junioren-Weltmeister (Mannschaftsverfolgung)
- Junioren-Weltmeister (Scratch)
- Ozeanienmeister (Mannschaftsverfolgung)